# Bermonville
Bermonville település Franciaországban, Seine-Maritime megyében. Lakosainak száma 490 fő (2018. január 1.). Bermonville Cléville, Cliponville, Écretteville-lès-Baons, Envronville, Ricarville és Saint-Pierre-Lavis községekkel határos.

## Népesség
A település népességének változása:
| Lakosok száma | 490  | 479  | 487  | 490  |
|               | 2013 | 2015 | 2017 | 2018 |